# Ernst Engelberg
Ernst Engelberg (Haslach im Kinzigtal, 5 aprile 1909 – Berlino, 10 dicembre 2010) è stato uno storico tedesco di matrice marxista.

## Biografia
Fin dal 1930 membro del Partito Comunista di Germania, con l'ascesa del nazismo fu arrestato nel 1934 e una volta rilasciato fuggì prima in Svizzera e poi in Turchia. Nel dopoguerra rientrò in Germania Est, e nel 1949 divenne professore all'Università di Lipsia.  Nel 1960 fu nominato direttore dell'Istituto di Storia Tedesca e presidente del Comitato Nazionale degli Storici della GDR, e nel 1961 divenne membro dell'Accademia delle Scienze della GDR.
È maggiormente noto per la sua monumentale biografia in due volumi su Otto von Bismarck, pubblicata tra il 1985 e il 1990, che lo portò alla ribalta internazionale e che fu caratterizzata dall'apprezzamento sia dalla critica occidentale che di quella filo-sovietica, fatto molto raro per l'epoca.
Quando arrivò la riunificazione, Engelberg era già ottuagenario; tuttavia visse per più di altri due decenni, trascorrendo i suoi ultimi anni a Berlino con la sua seconda moglie, Waltraut. Quando il vecchio Partito Socialista Unificato al potere nella Germania dell'Est si trasformò nel Partito del Socialismo Democratico (PDS), egli firmò la sua adesione al nuovo partito, unendosi al suo Consiglio degli Anziani ("Ältestenrat").

## Opere
- Revolutionäre Politik und rote Feldpost 1878–1890, Akademie-Verlag, Berlino, 1959.
- Deutschland von 1849 bis 1871, Akademie-Verlag, Berlino, 1965.
- Deutschland von 1871 bis 1897, Akademie-Verlag, Berlino, 1965.
- Im Widerstreit um die Reichsgründung. Eine Quellensammlung zur Klassenauseinandersetzung in der deutschen Geschichte von 1849–1871, VEB Deutscher Verlag der Wissenschaften, Berlino, 1970.
- Theorie, Empirie und Methode in der Geschichtswissenschaft, Gesammelte Aufsätze, Berlino, 1980.
- Bismarck. Urpreuße und Reichsgründer, Berlino, 1985.
- Bismarck. Das Reich in der Mitte Europas, Berlino, 1990.
- Die Deutschen – woher wir kommen, Dietz-Verlag, Berlino, 2009, ISBN 978-3-320-02170-2.
- Die Bismarcks. Eine preußische Familiensaga vom Mittelalter bis heute, Siedler, Monaco, 2010, ISBN 978-3-88680-971-4.
- Wie bewegt sich, was uns bewegt? Evolution und Revolution in der Weltgeschichte Herausgegeben, Franz Steiner Verlag, Stoccarda, 2013, ISBN 978-3-515-10270-4.
- Bismarck. Sturm über Europa. Herausgegeben und bearbeitet von Achim Engelberg, Siedler, Monaco, 2014, ISBN 9783827500243.